# Браян Даффілд
Браян Даффілд (англ. Brian Duffield; нар. 5 листопада 1985) — американський кінорежисер та сценарист. Відомий за фільмами «Спонтанний» (2020) та «Ніхто тебе не врятує» (2023). Серед його сценарних робіт — «Дивергент 2» (2015), «Нянька» (2017), «Кохання і монстри» (2020) та «Під водою» (2020).
Також відомий тим, що написав кілька спек-сценаріїв, які перебувають або довгий час перебували в «Чорному списку» — реєстру високо оцінених, але не реалізованих сценаріїв, зокрема сценарії «Your Bridesmaid is a Bitch» та «Jane Got a Gun». Останній (переписаний Джоелом Еджертоном і Ентоні Тамбакісом) ліг в основу фільму «Джейн береться до зброї» (2015).

## Раннє життя
Даффілд народився 5 листопада 1985 року в сім'ї Бренди та Браяна Даффілд. У нього є дві сестри, і перші дев'ять років свого життя він провів у Гаррісбурзі, Пенсільванія. У 1995 році переїхав з родиною до сільської місцевості Ірландії, коли його батьки вирішили стати євангельськими місіонерами. Пізніше він описав околиці району, в якому вони оселилися, як повністю віддалені та позбавлені популярної культури. Навчався в школі в графстві Кілдер. Браян повернувся до США після закінчення середньої школи у 2004 році.
Даффілд закінчив Темпльський університет та Messiah College у 2008 році. Після закінчення навчання переїхав до Юніверсал-Сіті, Каліфорнія, для літнього стажування в Університеті Темпл в апартаментах Oakwoods перед страйком Гільдії письменників Америки 2007–2008 років та на початку Великої рецесії. Звідти він працював на різних роботах, перш ніж стати професійним сценаристом. Його перша робота в Лос-Анджелесі була в нині неіснуючому магазині дитячої літератури/художній галереї Storyopolis у Студіо-Сіті. Він також кілька років працював асистентом та читачем сценаріїв у кіноіндустрії. Перш ніж продати свій перший спеціальний сценарій, Даффілд був тимчасовим працівником на фабриці Lucky Brand Jeans у сусідньому Верноні, Каліфорнія.

## Кар'єра
Першим проданим сценарієм Даффілда став «Your Bridesmaid is a Bitch» для компанії Skydance Media. Історія частково базується на його особистому досвіді весіль друзів та низці невдалих стосунків. Його друг з коледжу надіслав копію сценарію контактній особі в менеджмент-компанії Circle of Confusion, яка згодом запропонувала Даффілду стати його менеджером. Через кілька днів вони зустрілися зі Skydance, які купили сценарій. Елай Крейг востаннє був залучений до режисури та переписування фільму у травні 2015 року.
Даффілд продав свій сценарій «Monster Problems» компанії Paramount Pictures у 2012 році, який зазнав деяких переробок від Метью Робінсона та був перейменований на «Любов і монстри» перед виходом у жовтні 2020 року.
Першим сценарієм на замовлення для Даффілда була адаптація другої книги трилогії «Дивергент» під назвою «Інсургент» у 2013 році.
Сценарій до «Няньки» (2017) був проданий на аукціоні компанії МакДжі, Wonderland Sound and Vision. МакДжі також зрежисував фільм, прем'єра якого відбулася на Netflix у жовтні 2017 року. 
У 2020 році вийшов трилер «Під водою» за участю Крістен Стюарт. Сценарій написав Даффілд, а редагував Адам Козад. Даффілд дебютував як сценарист і режисер з чорною комедією «Спонтанний» пізніше того ж року. Його наступний фільм в якості сценариста і режисера — «Ніхто тебе не врятує», який вийшов у 2023 році.

## Особисте життя
Даффілд одружений. Його батьки досі проживають в Ірландії.

## Фільмографія
| Рік  | Назва                   | Режисер | Сценарист  | Продюсер   | Примітка            |
| ---- | ----------------------- | ------- | ---------- | ---------- | ------------------- |
| 2014 | Quarantine              | Ні      | Так        | Ні         | короткометражний    |
| 2015 | Дивергент 2: Інсургент  | Ні      | Так        | Ні         |                     |
| 2015 | Джейн береться до зброї | Ні      | Так        | Ні         |                     |
| 2017 | Нянька                  | Ні      | Так        | Виконавчий |                     |
| 2020 | Під водою               | Ні      | Так        | Ні         |                     |
| 2020 | Нянька: Королева убивць | Ні      | Ні         | Виконавчий |                     |
| 2020 | Спонтанність            | Так     | Так        | Так        |                     |
| 2020 | Любов і монстри         | Ні      | Так        | Ні         |                     |
| 2023 | Ведмідь під кайфом      | Ні      | Ні         | Так        |                     |
| 2023 | Острів черепа           | Ні      | 8 епізодів | Виконавчий | мультсеріал Netflix |
| 2023 | Ніхто тебе не врятує    | Так     | Так        | Так        |                     |
| 2025 | Фанатик                 | Ні      | Ні         | Так        |                     |
| 2026 | В череві кита           | Так     | Так        | Так        | Зйомки              |